# Sindicato Único de Empleados del Tabaco de la República Argentina
El Sindicato Único de Empleados del Tabaco de la República Argentina (SUETRA) cuenta con personería gremial Nº 136 a nivel nacional y representa según sus estatutos gremiales a los trabajadores y trabajadoras de la actividad, tanto de la industria tabacalera como del sector rural de este rubro económico.
El SUETRA emergió de las luchas obreras en la mitad del siglo XX, construido con esfuerzo para que trabajadores y trabajadoras del tabaco tengan garantizados sus derechos, mantengan un salario digno, condiciones de trabajo humanas y puedan contribuir al bienestar de sus familias.